# 一井眞比古
一井 眞比古（いちい まさひこ、 1945年3月31日 - ）は、日本の農学者。元香川大学学長。専攻は植物育種学。農学博士（京都大学、1984年）。大分県出身。2024年、瑞宝中綬章受章。

## 略歴

### 学歴
- 1968年3月 京都府立大学農学部農学科卒業
- 1970年3月 京都大学大学院農学研究科修士課程修了
- 1973年3月 京都大学大学院農学研究科博士課程単位取得退学
- 1984年5月 京都大学 農学博士。論文の題は「Studies on the utility of ratoon traits of rice as the indicator of agronomic characters in breeding(水稲育種における再生茎形質の選抜指標としての効用に関する研究)」[3]。

### 職歴
- 1973年7月 香川大学助手農学部
- 1984年7月 同大学助教授農学部
- 1988年10月 同大学教授農学部
- 1997年4月 同大学評議員（2001年3月まで）
- 1997年4月 同大学生涯学習教育研究センター長（1998年3月まで）
- 1998年4月 同大学農学部生命機能科学学科長（1999年3月まで）
- 2001年3月 同大学農学部長（2005年9月まで）
- 2005年10月 同大学学長
- 2009年10月 同大学学長（2期目）